# マツダ・Lプラットフォーム
マツダ・Lプラットフォームとは、マツダのミニバン型自動車用プラットフォームの名称である。このプラットフォームを用いる車両のVINコードは、先頭がLから始まる。マツダ・MPVにのみ用いられている。Lプラットフォームはこれまでに3種類存在するが、いずれも他のプラットフォームの派生であり、直接の関係はない。

## LV
LV は、ルーチェなどに用いられたマツダ・HCプラットフォームを元にして設計されたプラットフォームである。FRがベースで4WDへの拡張版も存在。
- 1988-1999 MPV（初代、ミニバン　※国内では1990-1991、1997-1999）
- 1991-1997 アンフィニ・MPV（初代、ミニバン ※国内ではアンフィニチャネル設立に伴い名称を変更）

## LW
LWは、カペラなどに用いられたマツダ・GFプラットフォームを元にして設計されたプラットフォームである。LVとの直接の繋がりはない。FFがベースで4WDへの拡張版も存在。 
- 1999-2006  MPV（2代目、ミニバン）

## LY
LYはアテンザ・スポーツワゴンなどに用いられたマツダ・GYプラットフォームを元にして設計されたプラットフォームである。LW同様FFがベースで4WDへの拡張版も存在する。
- 2006-　MPV（3代目、ミニバン）